# Giovanni Jacini
Giovanni Jacini (Losanna, 6 novembre 1959) è un politico italiano.

## Biografia
Nato a Losanna in Svizzera, alle elezioni politiche del 2001 è eletto deputato con la lista Abolizione scorporo collegata a Forza Italia. È stato membro, dal 2001 al 2006, della X Commissione attività produttive e commercio e della XII Commissione agricoltura.